# Pierre Dagenais (hockey sur glace)
Pour les articles homonymes, voir Pierre Dagenais et Dagenais.
Pierre Dagenais (né le 4 mars 1978 à Blainville, dans la province de Québec, au Canada) est un joueur professionnel de hockey sur glace.

## Carrière
Durant ses années dans les rangs juniors, Dagenais était un des meneurs offensifs de la Ligue de hockey junior majeur du Québec, notamment lors de la saison 1997-1998, alors qu'il a terminé au premier rang au chapitre des buts et au deuxième pour le nombre de points marqués. Il jouait au sein de la même équipe que Mike Ribeiro, qu'il retrouva quelques années plus tard lorsqu'il se joindra aux Canadiens de Montréal. Il a été repêché par les Devils du New Jersey lors du repêchage d'entrée dans la LNH 1998, à la 105e position mais avait déjà été choisi par ces mêmes Devils lors du repêchage de 1996.
Au cours de sa carrière dans la Ligue nationale de hockey, Dagenais a d'abord joué 25 matchs étalés sur deux saisons pour les Devils. Il a ensuite porté les couleurs des Panthers de la Floride, où il n'a pas eu non plus la chance de faire ses preuves, ne disputant que 35 matchs en deux saisons. Ce n'est que lors de la saison 2003-2004 que Dagenais a réellement pu se démarquer, marquant 27 points en 50 matchs.
Durant l'été 2005, Dagenais a signé un contrat d'un an avec les Canadiens. Cependant, lors de la saison 2005-2006, les attentes à son égard ont rapidement diminué et le 10 janvier 2006 il est cédé au club école des Canadiens, les Bulldogs de Hamilton, de la Ligue américaine de hockey.
En octobre 2006, après avoir été libéré par les Canadiens, il signe un contrat avec le Jokerit Helsinki dans la ligue élite de Finlande, la SM-liiga. Dagenais quitte la Finlande et signe un contrat avec HC TWK Innsbruck de la ÖEL en décembre 2006.
Deux ans plus tard, il rejoint le Traktor Tcheliabinsk de la Ligue continentale de hockey.
Il partage ensuite la saison 2010-2011 entre le Vålerenga Ishockey de la GET ligaen et les Warriors d'Akwesasne de la Federal Hockey League.

## Statistiques
| Saison     | Équipe                          | Ligue      |     | Saison régulière | Saison régulière | Saison régulière | Saison régulière | Saison régulière |   | Séries éliminatoires | Séries éliminatoires | Séries éliminatoires | Séries éliminatoires | Séries éliminatoires |
| Saison     | Équipe                          | Ligue      | PJ  | B                | A                | Pts              | Pun              | PJ               | B | A                    | Pts                  | Pun                  |                      |                      |
| 1995-1996  | Alpines de Moncton              | LHJMQ      | 67  | 43               | 25               | 68               | 59               | -                | - | -                    | -                    | -                    |                      |                      |
| 1996-1997  | Wildcats de Moncton             | LHJMQ      | 6   | 4                | 2                | 6                | 0                | -                | - | -                    | -                    | -                    |                      |                      |
| 1996-1997  | Titan Collège français de Laval | LHJMQ      | 37  | 16               | 14               | 30               | 22               | -                | - | -                    | -                    | -                    |                      |                      |
| 1996-1997  | Huskies de Rouyn-Noranda        | LHJMQ      | 27  | 21               | 8                | 29               | 22               | -                | - | -                    | -                    | -                    |                      |                      |
| 1997-1998  | Huskies de Rouyn-Noranda        | LHJMQ      | 60  | 66               | 67               | 133              | 50               | 6                | 6 | 2                    | 8                    | 2                    |                      |                      |
| 1998-1999  | River Rats d'Albany             | LAH        | 69  | 17               | 13               | 30               | 37               | 4                | 0 | 0                    | 0                    | 0                    |                      |                      |
| 1999-2000  | River Rats d'Albany             | LAH        | 80  | 35               | 30               | 65               | 47               | 5                | 1 | 0                    | 1                    | 14                   |                      |                      |
| 2000-2001  | River Rats d'Albany             | LAH        | 69  | 34               | 28               | 62               | 52               | -                | - | -                    | -                    | -                    |                      |                      |
| 2000-2001  | Devils du New Jersey            | LNH        | 9   | 3                | 2                | 5                | 6                | -                | - | -                    | -                    | -                    |                      |                      |
| 2001-2002  | River Rats d'Albany             | LAH        | 6   | 0                | 2                | 2                | 2                | -                | - | -                    | -                    | -                    |                      |                      |
| 2001-2002  | Grizzlies de l'Utah             | LAH        | 4   | 1                | 1                | 2                | 2                | -                | - | -                    | -                    | -                    |                      |                      |
| 2001-2002  | Devils du New Jersey            | LNH        | 16  | 3                | 3                | 6                | 4                | -                | - | -                    | -                    | -                    |                      |                      |
| 2001-2002  | Panthers de la Floride          | LNH        | 26  | 7                | 1                | 8                | 4                | -                | - | -                    | -                    | -                    |                      |                      |
| 2002-2003  | Panthers de la Floride          | LNH        | 9   | 0                | 0                | 0                | 4                | -                | - | -                    | -                    | -                    |                      |                      |
| 2002-2003  | Rampage de San Antonio          | LAH        | 49  | 21               | 14               | 35               | 28               | 3                | 2 | 0                    | 2                    | 2                    |                      |                      |
| 2003-2004  | Bulldogs de Hamilton            | LAH        | 20  | 12               | 9                | 21               | 19               | -                | - | -                    | -                    | -                    |                      |                      |
| 2003-2004  | Canadiens de Montréal           | LNH        | 50  | 17               | 10               | 27               | 24               | 8                | 0 | 1                    | 1                    | 6                    |                      |                      |
| 2004-2005  | HC Ajoie                        | LNB        | 7   | 5                | 5                | 10               | 12               | -                | - | -                    | -                    | -                    |                      |                      |
| 2005-2006  | Canadiens de Montréal           | LNH        | 32  | 5                | 7                | 12               | 16               | -                | - | -                    | -                    | -                    |                      |                      |
| 2005-2006  | Bulldogs de Hamilton            | LAH        | 38  | 12               | 13               | 25               | 23               | -                | - | -                    | -                    | -                    |                      |                      |
| 2006-2007  | Jokerit Helsinki                | SM-Liiga   | 16  | 2                | 7                | 9                | 12               | -                | - | -                    | -                    | -                    |                      |                      |
| 2006-2007  | HC TWK Innsbruck                | ÖEL        | 27  | 37               | 20               | 57               | 12               | -                | - | -                    | -                    | -                    |                      |                      |
| 2007-2008  | HC TWK Innsbruck                | ÖEL        | 41  | 22               | 17               | 39               | 18               | 3                | 1 | 0                    | 1                    | 0                    |                      |                      |
| 2008-2009  | Traktor Tcheliabinsk            | KHL        | 40  | 14               | 5                | 19               | 28               | 3                | 1 | 0                    | 1                    | 10                   |                      |                      |
| 2009-2010  | Traktor Tcheliabinsk            | KHL        | 54  | 9                | 11               | 20               | 44               | 4                | 2 | 0                    | 2                    | 6                    |                      |                      |
| 2010-2011  | Vålerenga Ishockey              | GET ligaen | 12  | 11               | 1                | 12               | 8                | 5                | 0 | 0                    | 0                    | 14                   |                      |                      |
| 2010-2011  | Warriors d'Akwesasne            | FHL        | 23  | 26               | 28               | 54               | 6                | 4                | 7 | 2                    | 9                    | 6                    |                      |                      |
| 2011-2012  | Warriors d'Akwesasne            | FHL        | 45  | 81               | 62               | 143              | 89               | 2                | 0 | 3                    | 3                    | 15                   |                      |                      |
| Totaux LNH | Totaux LNH                      | Totaux LNH | 142 | 35               | 23               | 58               | 58               | 8                | 0 | 1                    | 1                    | 6                    |                      |                      |

## Trophées et honneurs personnels
- Ligue de hockey junior majeur du Québec
  - 1995-1996 : nommé dans l’équipe d’étoiles des recrues.
  - 1997-1998 : remporte la Coupe Telus - Offensif remis au meilleur joueur offensif et nommé dans la deuxième équipe d’étoiles.
- Ligue canadienne de hockey
  - 1995-1996 : élu dans l’équipe d’étoiles des recrues.
  - 1997-1998 : élu dans la troisième équipe d’étoiles.
- Federal Hockey League
  - 2010-2011 : remporte le championnat des séries avec les Warriors d'Akwesasne.